# 20-я моторизованная дивизия (вермахт)
20-я моторизованная дивизия (нем. 20. Infanterie-Division (mot.)) — тактическое соединение сухопутных войск вооружённых сил нацистской Германии. Принимала участие во Второй мировой войне.

## История дивизии
Дивизия была создана 1 октября 1934 года в городе Гамбург под названием Reichswehrdienststelle Hamburg. Осенью 1937 года была моторизована и переименована в 20-ю моторизованную дивизию. В октябре 1938 года дивизия приняла участие в оккупации Судет в составе XVI армейского корпуса.
Свой боевой путь начала с первых дней Второй мировой войны. В составе XIX армейского корпуса Хайнца Гудериана дивизия вторглась в Польшу. В ходе этой кампании моторизованные дивизии оказались несколько громоздкими, так что по завершении похода 20-я и другие моторизованные дивизии были реорганизованы: их размер уменьшился примерно на треть. В состав моторизованной дивизии теперь входило шесть моторизованных пехотных батальонов, сведённых в два полка, плюс стандартные дивизионные вспомогательные подразделения.
В мае 1940 года дивизия участвовала во вторжении во Францию и оставалась там в роли оккупационной части до апреля 1941 года, за исключением одного короткого периода пребывания в резерве в Германии. В июне 1941 года в составе группы армий «Центр» дивизия принимает участие в операции «Барбаросса». В сентябре она была передана в группу армий «Север».
После взятия плацдарма у Грузино пехотными частями, 18 октября 1941 года туда переправились танковые части (12-ю танковая дивизия и 20-я моторизованная дивизия) и начали наступление в направлении Тихвина.
Провела бо́льшую часть 1942 года на Волховском фронте. В декабре дивизия была переведена обратно в группу армий «Центр» для осуществления попытки деблокирования Великих Лук.
В июле 1943 года дивизия была реорганизована в 20-ю танково-гренадерскую дивизию. Ей был придан дивизион штурмовых орудий для поддержки пехоты. Дивизия оставалась на Восточном фронте до конца войны. Её часто перебрасывали из одной группы армий в другую как своего рода механизированную «пожарную команду». Она закончила войну, сражаясь в битве за Берлин в составе LVI танкового корпуса.
Капитулировала 8 мая 1945 года.

## Организация
| - до ноября 1939 года — 69-й моторизованный полк (Infanterie-Regiment (mot.) 69) - 76-й моторизованный полк (Infanterie-Regiment (mot.) 76) - 90-й моторизованный полк (Infanterie-Regiment (mot.) 90) - 56-й артиллерийский полк (Artillerie-Regiment (mot.) 20) - до декабря 1939 года — 20-й батальон АИР (Beobachtungs-Abteilung 20) - 20-й дивизион ПТО (Panzerabwehr-Abteilung 20) - 20-й разведывательный батальон (Aufklärungs-Abteilung 20) - 20-й батальон связи (Nachrichten-Abteilung 20) - 20-й сапёрный батальон (Pionier-Bataillon (mot.) 20) - войска подчинявшиеся командиру снабжения 20-й пехотной дивизии (Infanterie-Divisions-Nachschubführer (mot.) 20) - 20-я интендантская служба (Verwaltungsdienste 20) - 20-я санитарная служба (Sanitätsdienste 20) - 20-й запасной батальон (Feldersatz-Bataillon 20) | - 76-й моторизованный полк - 90-й моторизованный полк - 20-й артиллерийский полк - 20-й разведывательный батальон - 30-й мотоциклетный батальон - 20-й противотанковый артиллерийский дивизион - 20-й сапёрный батальон - 20-й батальон связи - 20-й запасной батальон |

| - 76-й моторизованный полк - 90-й моторизованный полк - 20-й артиллерийский полк - 8-й танковый батальон (три роты штурмовых орудий) - 120-й разведывательный батальон - 20-й противотанковый артиллерийский дивизион - 20-й сапёрный батальон - 20-й батальон связи | - 76-й моторизованный полк (Panzergrenadier-Regiment 76) - 90-й моторизованный полк (Panzergrenadier-Regiment 90) - 8-й танковый батальон - 20-й артиллерийский полк - 20-й противотанковый дивизион (Panzerjäger-Abteilung 20) - 120-й разведывательный батальон (Panzer-Aufklärungs-Abteilung 120) - 20-й батальон связи - 20-й сапёрный батальон |

## Командиры дивизии
- генерал-лейтенант Максимилиан Шванднер (1 октября 1934 — 10 ноября 1938)
- генерал пехоты Мориц фон Викторин (10 ноября 1938 — 10 ноября 1940)
- генерал пехоты Ганс Цорн (10 ноября 1940 — 12 января 1942)
- генерал-лейтенант Эрих Яшке (12 января 1942 — 3 января 1943)
- генерал-майор (с июля 1943 — генерал-лейтенант) Георг Яуэр (3 января 1943 — 1 января 1945)
- генерал-майор Георг Шольце (1 января — 27 апреля 1945, застрелился)[1]

## Награждённые Рыцарским крестом Железного креста (41)
- Карл Хубер, 30.07.1940 — фельдфебель, командир штурмовой группы 20-го разведывательного батальона
- Ганс Траут, 05.08.1940 — оберстлейтенант, командир 1-го батальона 90-го моторизованного полка
- Мауриц фон Викторин, 15.08.1940 — генерал-лейтенант, командир 20-й моторизованной дивизии
- Хеннинг Шёнфельд, 15.08.1940 — оберстлейтенант, командир 20-го разведывательного батальона
- Ганс Цорн, 27.07.1941 — генерал-майор, командир 20-й моторизованной дивизии
- Ульрих Кресс, 22.09.1941 — лейтенант резерва, командир взвода 1-й роты 20-го разведывательного батальона
- Густав-Адольф Бурше, 13.10.1941 — лейтенант, командир 6-й роты 90-го моторизованного полка
- Герман Вульф, 13.10.1941 — обер-лейтенант, командир 9-й роты 76-го моторизованного полка
- Хайнц-Юрген Лютье, 18.10.1941 — лейтенант резерва, командир 2-й роты 76-го моторизованного полка
- Ганс-Эрвин Шрёдер, 04.12.1941 — унтер-офицер, командир орудия 1-й роты 20-го противотанкового артиллерийского дивизиона
- Эрих Яшке, 04.12.1941 — полковник, командир 90-го моторизованного полка
- Эрнст-Август Фрике, 17.01.1942 — обер-лейтенант, командир 7-й роты 76-го моторизованного полка
- Герхард граф фон Шверин, 17.01.1942 — полковник, командир 76-го моторизованного полка
- Ганс Крон, 06.04.1942 — ефрейтор, наводчик 1-й роты 20-го противотанкового артиллерийского дивизиона
- Герман Зайтц, 12.04.1942 — оберстлейтенант, командир 20-го разведывательного батальона
- Мартин Мюллер, 25.10.1942 — обер-фельдфебель, командир взвода 13-й (пехотных орудий) роты 90-го моторизованного полка
- Ганс Брун, 29.12.1942 — обер-лейтенант, командир 3-й роты 90-го моторизованного полка
- Ганс фон Лёзеке, 08.02.1943 — капитан, командир 3-го батальона 90-го моторизованного полка
- Герман-Густав Йохимс, 19.09.1943 — капитан, командир 7-й роты 90-го моторизованного полка
- Рудольф де Бур, 02.10.1943 — унтер-офицер, командир отделения 5-й роты 76-го моторизованного полка
- Хинрих Штратеманн, 02.10.1943 — капитан резерва, командир 8-й роты 76-го моторизованного полка
- Адольф Хойер, 08.10.1943 — обер-лейтенант резерва, командир 4-й роты 120-го разведывательного батальона
- Эрвин Коопманн, 28.11.1943 — майор, командир 76-го моторизованного полка
- Мартин Фельдкамп, 28.11.1943 — унтер-офицер, командир отделения 6-й роты 76-го моторизованного полка
- Рихард Хильсхаймер, 28.11.1943 — майор резерва, командир 1-го дивизиона 20-го артиллерийского полка
- Курт Рольфс, 01.01.1944 — капитан резерва, командир 20-го сапёрного батальона
- Курт Крюгер, 07.02.1944 — лейтенант резерва, командир взвода 8-го танкового батальона
- Вильгельм Лоос, 21.04.1944 — обер-лейтенант, командир 10-й роты 76-го моторизованного полка
- Георг Яуэр, 04.05.1944 — генерал-лейтенант, командир 20-й моторизованной дивизии
- Фридрих Меммерт, 09.06.1944 — унтер-офицер, командир взвода 2-й роты 20-го сапёрного батальона
- Вальтер Прюсс, 10.09.1944 — лейтенант, командир 6-й роты 76-го моторизованного полка
- Эрих Айхлер, 21.09.1944 — капитан, заместитель командира 2-го дивизиона 20-го артиллерийского полка
- Генрих Мальштедт, 30.09.1944 — обер-фельдфебель, командир взвода 3-й роты 8-го танкового батальона
- Генрих Кеезе, 20.10.1944 — обер-лейтенант резерва, командир 2-й роты 20-го сапёрного батальона
- Курт Ниббе, 17.03.1945 — обер-фенрих, командир взвода 1-й роты 20-го сапёрного батальона
- Герман Эккардт, 28.03.1945 — фельдфебель, командир взвода 1-й роты 8-го танкового батальона
- Хельмут Вандмакер, 05.04.1945 — майор резерва, командир 2-го батальона 76-го моторизованного полка
- Эдмунд Кеммерер, 05.04.1945 — обер-фельдфебель, командир отделения управления 6-й роты 76-го моторизованного полка
- Герман Лауэ, 05.04.1945 — обер-ефрейтор, командир отделения 9-й роты 76-го моторизованного полка
- Райнхольд Штаммерйоханн, 14.04.1945 — полковник, командир 76-го моторизованного полка
- Рихард Вайсс, 30.04.1945 — майор резерва, командир 8-го танкового батальона

### Рыцарский Крест Железного креста с Дубовыми листьями (5)
- Эрнст-Август Фрике (№ 341), 30.11.1943 — майор, командир 2-го батальона 76-го моторизованного полка
- Герман Вульф (№ 520), 03.07.1944 — майор, командир 3-го батальона 76-го моторизованного полка
- Георг Яуэр (№ 733), 10.02.1945 — генерал-лейтенант, командир 20-й моторизованной дивизии
- Вальтер Прюсс (№ 796), 23.03.1945 — обер-лейтенант, командир 8-й роты 76-го моторизованного полка
- Генрих Кеезе (№ 805), 28.03.1945 — майор резерва, командир 20-го сапёрного батальона